# 木村初
木村 初（きむら はじめ、1959年 - ）は、ゲームクリエイター、作家、ゲームライター。山口県出身。ファミコン神拳のライターのひとり、「キム皇」としても知られる。
ゲーム制作の際は平仮名の「きむらはじめ」名義を使う。これは当時のゲームにおいて、スタッフロールに漢字フォントを使用するのは難しかったため平仮名表記を使用したのが始まりである。『なんか妖かい!?』（漫画･里見桂）などで知られる同名の漫画原作者と混同されることがあるが、別人である。

## 人物
- 週刊少年ジャンプのファミコン神拳で、堀井雄二、宮岡寛、黒沢哲哉 、とみさわ昭仁 （それぞれ『ゆう帝』、『ミヤ王』、『てつ麿』、『カルロス』というペンネーム）と一緒に記事を書いていた。
- ドラゴンクエストII 悪霊の神々のキーアイテムのひとつ「風のマント」の名付け親でもある[1]。

## 作品

### ゲーム
- ジャングルウォーズシリーズ
- メタルマックス
- ザ・ラストバトル
- ウェブミステリー・予知夢ヲ見ル猫

ほか。

### 書籍
小説
- 予知夢を見る猫（朝日ソノラマ ISBN 4257770236）

上記ゲーム（予知夢ヲ見ル猫）のノベライズ
その他
- 奥義大全書　特別編　キム皇のファミコン神拳110番（ホーム社発行、集英社発売・ジャンプコミックス セレクション ISBN 4-8342-1055-3）
- ファミリーコンピュータMagazineで、ゲーム批評についてのコラム